# Кам'янка (Попільнянська селищна громада)
Ка́м'янка — село в Україні, у Попільнянській селищній територіальній громаді Житомирського району Житомирської області. Чисельність населення становить 759 осіб (2001).

## Загальні відомості
Село розташоване за 3 км від Попільні і залізничної станції Попільня.
Відстань до Житомира 77 км, до Києва — 105 км. Через село проходить шосейна дорога Житомир — Вчорайше і залізнична колія Попільня—Андрушки, протікає річка Кам'янка.

## Історія
На фронтах Другої світової війни воювало 330 жителів села, 126 із них загинуло, 138 нагороджено орденами і медалями.
12 червня 2020 року, відповідно до розпорядження Кабінету Міністрів України № 711-р «Про визначення адміністративних центрів та затвердження територій територіальних громад Житомирської області», територію та населені пункти Кам'янської сільської ради включено до складу Попільнянської селищної територіальної громади Житомирського району Житомирської області.

## Відомі люди
- Бондарчук Віталій Миколайович (нар. 10 січня 1953) — український радянський діяч, бригадир електрозварників Київського заводу «Ленінська кузня». Депутат Верховної Ради УРСР 11-го скликання.
- Вітенко Іван Онисимович — педагог, викладач, директор Теребовлянського культурно-освітнього технікуму (нині — Теребовлянський коледж культури та мистецтв).
- Матрос Олександра Пилипівна — кандидат сільськогосподарських наук, головний науковий співробітник Носівської селекційної дослідної станції Чернігівського інституту агропромислового виробництва, автор 14 районованих сортів вівса, 2 сорти на сортовипробуванні із них голозерний овес, автор книги «Овес».
- Хорунова Марія Тихонівна (1912—?) — українська радянська партійна діячка, 1-й секретар Радомишльського райкому КПУ Житомирської області. Депутат Верховної Ради УРСР 3-го скликання.